# Казахстанско-нидерландские отношения
Казахстанско-нидерландские отношения — двусторонние дипломатические отношения между Республикой Казахстан и Королевством Нидерланды. Государства являются членами Организации Объединённых Наций.

## История
27-28 ноября 2002 года состоялся государственный визит президента Казахстана Нурсултана Назарбаева в Королевство Нидерланды. Он провёл встречи с королевой Нидерландов Беатрикс, премьер-министром Нидерландов Яном Петером Балкененде, спикерами Сената и Палаты представителей парламента Нидерландов Герритом Браксом и Франсом Вейсгласом. Также президент провёл рабочий завтрак с представителями ведущих компаний Нидерландов, работающих в Казахстане, принял участие в бизнес-форуме «Казахстан: привлекательный рынок для инвестиций и торговли», посетил молочную ферму.
В 2015 году премьер-министр Нидерландов Марк Рютте встретился с президентом Казахстана Нурсултаном Назарбаевым в Астане, и подтвердил подписание Соглашения о расширенном партнерстве и сотрудничестве между Европейским союзом и Казахстаном.

## Торговля
Между государствами налажена торговля в сельском хозяйстве, нефтяной, химической и машиностроительной отраслях.
Нидерланды являются крупнейшим источником прямых иностранных инвестиций в Казахстан. С 1991 по 2019 год из Нидерландов в Казахстан было направлено 90,4 миллиарда долларов США прямых иностранных инвестиций (ПИИ). В 2019 году нидерландские компании инвестировали в экономику Казахстана 7,3 миллиарда долларов США, что составляет 30,2 % от общего объема ПИИ в этом году и остаётся крупнейшим инвестором в стране Центральной Азии.
В 2002 году был подписан двусторонний инвестиционный договор, который установил основу для справедливого и равноправного обращения с соответствующими инвестициями и капиталом, чтобы поощрять прямые иностранные инвестиции и торговлю.

## Дипломатические представительства
- Казахстан имеет посольство в Гааге[8].
- Нидерланды содержат посольство в Астане[9].